# 学校法人山野学苑

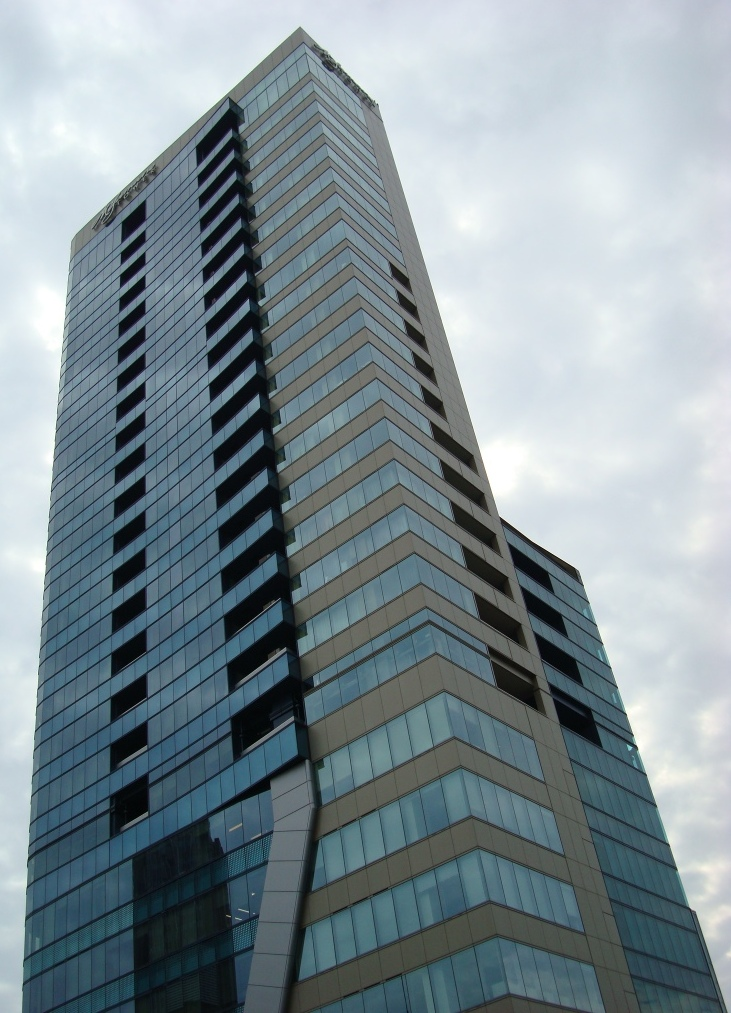
山野学苑（東京・代々木）

学校法人山野学苑（がっこうほうじんやまのがくえん）は、学校法人。

## 設置校

### 現在運営中の学校

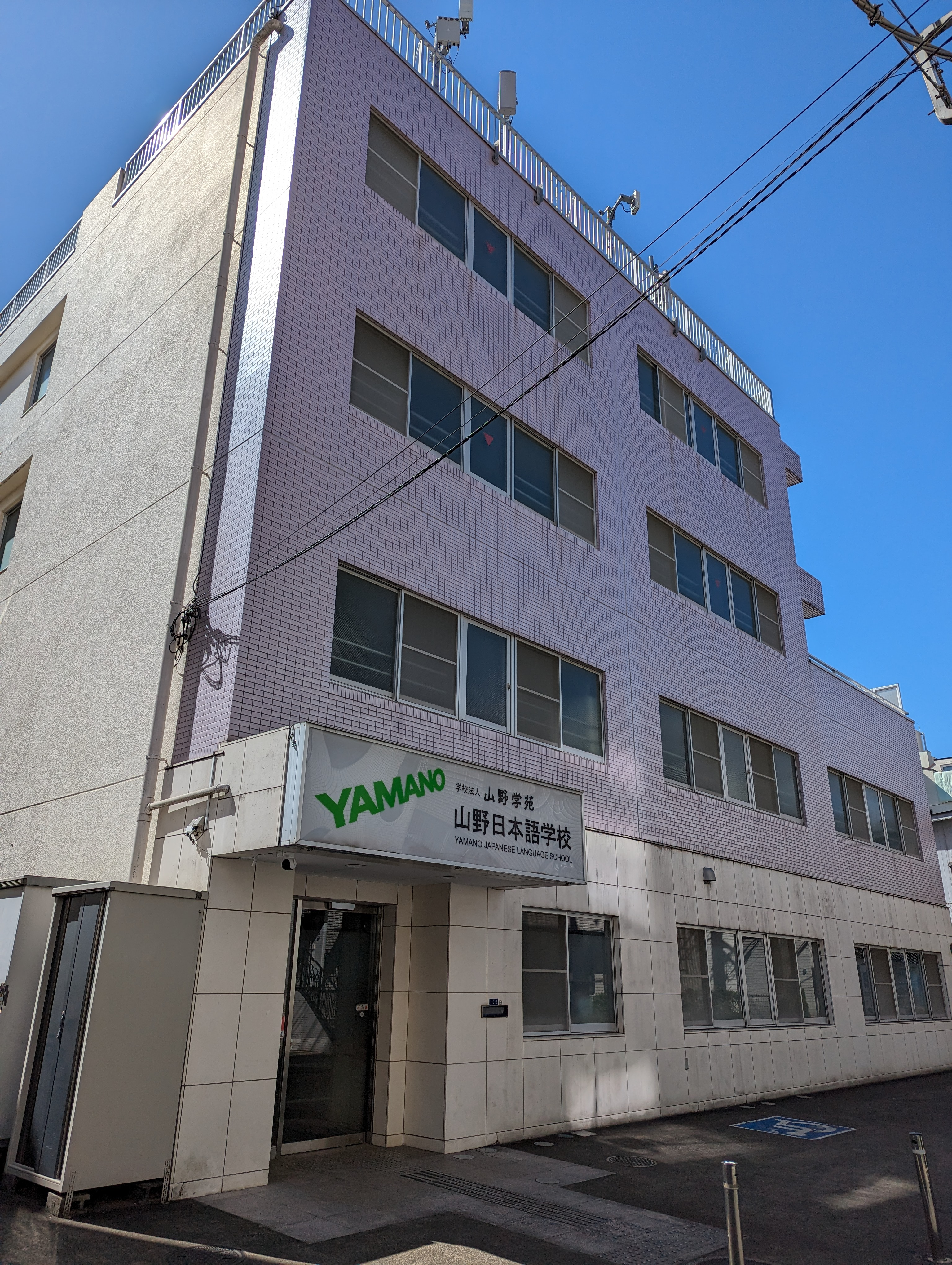
山野日本語学校

- 山野美容芸術短期大学 - 1992年創設。東京都八王子市。
- 山野美容専門学校 - 1934年創設。東京都渋谷区代々木。
- 山野日本語学校 - 1998年創設。東京都渋谷区代々木。

### 過去に運営していた学校
- 山野医療専門学校 - 2003年創設。2020年閉校。